# ろこモーション
ろこモーションは、小山田いくによる日本の漫画作品。『こどもの光（現・ちゃぐりん）』（家の光協会）に掲載された。単行本は秋田書店より「サンデーコミックス」で1989年-1991年に全3巻が刊行された。

## 概要
笹五位町という架空の町に住む小学生の4人が、学校新聞の編集員としての活動を通じて様々な出来事に出会うという内容。掲載誌が小学生向けであるため、恋愛を扱ったエピソードや過激な表現は作者の他作品に較べて抑え目になっている。
この当時の小山田いくは「週刊少年チャンピオン」或いは「月刊少年チャンピオン」で掲載される事が多く、それらの単行本は少年チャンピオン・コミックスから刊行される事が通例となっていたが、本作が掲載された「こどもの光」は秋田書店の出版物では無かったため、結果として対応する出版社を限定していなかったサンデーコミックスから刊行されている。なお、最終巻となった第3巻は、サンデーコミックスで刊行された最後の単行本となった。

## 主な登場人物
ろこ（六根広子〔むつね ひろこ〕）
主人公。登場時は小学校4年生。茶色の髪で普段はポニーテールに結んでいる。父親は新聞社のカメラマンで、自分も将来は同じ職業に就く事を希望している。4年生から参加が可能な学校新聞の編集員になり、父親が使っていた一眼レフカメラを譲り受けて4年生取材班（進級に伴い5年班→6年班）のカメラマンとして活動した。基本的には積極的な性格だが、恋愛沙汰には弱く、5年生の時に後述の耕助に告白された時にはうろたえる事しかできなかった。
くり坊（甘栗敏〔あまぐり びん〕）
ろこと同学年の学校新聞の編集員。小柄で剥き栗の形をしたこげ茶色の髪が特徴。着ぐるみを着たり変装をしたりする事が多く、また取材の際に様々な小道具を用いるが、邪魔になったりギャグに流れたりして、ろこを怒らせる場合の方が多い。
タカ（井田飛男〔いだ たかお〕）
ろこと同学年の学校新聞の編集員。負けず嫌いでろこと張り合う事が多い。後述のジュネとは仲間内では公認の仲。
ジュネ（白井珠音〔しらい じゅね〕）
ろこと同学年の学校新聞の編集員。長い黒髪。ろことは逆に絵と文章が得意で、自作の絵本が同級生や下級生の人気を集めた事がある。
森耕助（もり こうすけ）
ろこと同学年。5年生の時（第20話）ろこに告白したが、返答は貰えなかった。第25話で6年生になったろこ達の誰かが編集長になるという時点で再び登場し、なりゆきでろこの手伝いをした後、そのまま編集部に入部し、外回りを優先するろこ達に代わって編集長に就任。以降はレギュラーとなる。

## 単行本
1. 第1巻 初版・1989年6月20日 ISBN 4-253-06415-9
2. 第2巻 初版・1990年6月10日 ISBN 4-253-06416-7
3. 第3巻 初版・1991年4月20日 ISBN 4-253-06417-5